# 安達曼刺鎧蝦
安達曼刺鎧蝦（学名：Munida andamanica）为鎧甲蝦科刺鎧蝦屬下的一个种。